# Hermann Werner von Nagel
Hermann Werner von Nagel (Taufname: Hermann Werner Dietrich Ferdinand) (* 29. August 1696; † 8. Mai oder 6. Mai 1747 in Hildesheim) war Amtsdroste in Winzenburg.

## Leben

### Herkunft und Familie
Hermann Werner von Nagel wuchs als Sohn des Christoph Bernhard von Nagel und seiner Gemahlin Anna Odilia Charlotte von Brabeck zu Letmathe († 1704) zusammen mit seiner Schwester Appolonia Margaretha Louise (Stiftsdame in Freckenhorst) und seinem Bruder Edmund Friedrich Levin in der uralten westfälischen Adelsfamilie von Nagel auf.

### Wirken
Im Jahre 1712 erhielt Hermann Werner eine Dompräbende in Hildesheim und im Jahre 1726 durch päpstlichen Zuspruch eine Präbende in Paderborn. Diese übertrug er kurz vor seinem Tod auf seinen Neffen Franz Ferdinand. Bevor er im Mai 1726 ein Studium an der Universität Paderborn aufnahm, wurde er am 2. Januar 1726 zur Münsterschen Ritterschaft aufgeschworen. Damit war er Vertreter der Ritterschaft im Landtag, einem Gremium, das sich aus den drei Ständen zusammensetzte. Seine Aufgabe bestand in der Regelung des Steuerwesens und ab 1447 auch des Fehdewesens im Hochstift Münster. Am 14. März 1746 wurde er Amtsdroste in Winzenburg.